# Norias de Cedazo
Norias de Cedazo är en ort i Mexiko.   Den ligger i kommunen Aguascalientes och delstaten Aguascalientes, i den centrala delen av landet, 400 km nordväst om huvudstaden Mexico City. Norias de Cedazo ligger 1 852 meter över havet och antalet invånare är 206.
Terrängen runt Norias de Cedazo är en högslätt. Runt Norias de Cedazo är det tätbefolkat, med 459 invånare per kvadratkilometer. Närmaste större samhälle är Aguascalientes, 12,6 km norr om Norias de Cedazo. Trakten runt Norias de Cedazo består till största delen av jordbruksmark.